# Challenger de Bucaramanga 2011
El Seguros Bolívar Open Bucaramanga 2011 es un torneo profesional de tenis que se disputa en cancha de polvo de ladrillo en la ciudad de Bucaramanga, Colombia. Es un torneo categoría Challenger para la ATP y un torneo categoría ITF para la WTA.
El torneo se disputa en las canchas del Club Campestre de la ciudad.

## Campeones
- Individuales masculinos:  Eric Prodon derrota a  Fernando Romboli

- Dobles masculinos:  Juan Sebastián Cabal /  Robert Farah derrotan a  Pablo Galdon /  Andres Molteni 6-1, 6-2

## Cabezas de serie
A continuación se detallan los cabeza de serie de cada categoría. Los jugadores marcados en negrita están todavía en competición o quedaron campeones del torneo. Los jugadores que ya no estén en el torneo se enumeran junto con la ronda en la cual fueron eliminados y quien los eliminó.

### Cabezas de serie (individuales masculino)
| N° | Jugador                 | Ronda            | Rival             | Marcador         |
| -- | ----------------------- | ---------------- | ----------------- | ---------------- |
| 1. | Alejandro Falla         | 2ª ronda         | Giovanni Lapentti | 4-6, 1-6         |
| 2. | Horacio Zeballos        | 2ª ronda         | Reda El Amrani    | 4-6, 6-3, 4-6    |
| 3. | Joao Souza              | Cuartos de final | Eric Prodon       | 6-4, 3-6, 3-6    |
| 4. | Albert Ramos-Viñolas    | 1ª ronda         | Jose Acasuso      | 0-6, 1-6         |
| 5. | Eric Prodon             | Campeón          | Fernando Romboli  | 6-3, 4-6, 6-1    |
| 6. | Federico del Bonis      | 2ª ronda         | Gastao Elias      | 4-6, 6-3, 0-6    |
| 7. | Daniel Muñoz-De La Nava | 1ª ronda         | Andres Molteni    | 6-4, 3-6, 3-6    |
| 8. | Diego Junqueira         | 2ª ronda         | Fernando Romboli  | 6-4, 4-6, 6-7(5) |

## Puntos y premios
- Individuales

| Ronda            | Puntos ATP | Premios |
| Campeón          | 80         | 5.000   |
| Finalista        | 48         | 3.000   |
| Semifinal        | 29         | 1.755   |
| Cuartos de final | 15         | 1.020   |
| Segunda ronda    | 6          | 600     |
| Primera ronda    | 0          | 365     |
| Calificado       | 3          |         |

- Dobles

| Ronda            | Puntos ATP | Premios |
| Campeón          | 80         | 2.200   |
| Finalista        | 48         | 1.250   |
| Semifinal        | 29         | 760     |
| Cuartos de final | 15         | 450     |
| Primera ronda    | 0          | 250     |